# Worldbeat (álbum)
World Beat es el nombre del álbum debut de estudio grabado por el grupo franco-brasileño Kaoma. Fue lanzado al mercado  bajo el sello discográfico Epic en 1989. Fue el álbum debut de la banda y se lanzaron 4 sencillos, dos de ellos para alcanzar el éxito en todo el mundo: «Lambada», «Dançando Lambada» y «Mélodie d'amour».
El álbum se compone de las canciones en portugués, español e inglés. Fue clasificado en el top 25 en Suiza, Alemania, Noruega, Australia y Austria. En Estados Unidosfue llegó a ser número uno del Billboard Latin Pop.
El álbum recibió críticas generalmente positivas de los críticos. Allmusic dijo sobre World Beat: "No es excepcional, pero sin duda atractivo, este CD combina eficazmente los elementos de América del Sur con la música de baile / disco, el reggae y hip-hop se oye la influencia de Chic en la funky «Sopenala»".

## Lista de canciones
| #  | Título                    | Compositor(es)                   | Duración |
| -- | ------------------------- | -------------------------------- | -------- |
| 1  | Lambada (Chorando se foi) | Ulises Hermosa y Gonzalo Hermosa | 3:27     |
| 2  | Lambareggae               | Jacky Arconte                    | 3:52     |
| 3  | Dançando Lambada          | Zé Maria                         | 4:44     |
| 4  | Lambamour                 | Loalwa Braz                      | 4:09     |
| 5  | Lamba Caribe              | Loalwa Braz                      | 4:07     |
| 6  | Mélodie D'Amour           | Loalwa Braz                      | 4:11     |
| 7  | Sindiang                  | Fatou Niang (Fania)              | 3:58     |
| 8  | Sopenala                  | Deenasty                         | 4:28     |
| 9  | Jambé Finète (Grille      | Chyco Roger Dru                  | 4:26     |
| 10 | Salsa Nuestra             | Loalwa Braz                      | 4:38     |

## Charts
| Lista (1989–1990)                           | Alta posición |
| ------------------------------------------- | ------------- |
| Australia (ARIA)                            | 17            |
| Austria (Ö3 Austria)                        | 16            |
| Países Bajos (Album Top 100)                | 12            |
| Francia (SNEP)                              | 14            |
| Alemania (Offizielle Top 100)               | 21            |
| Noruega (VG-lista)                          | 11            |
| Suecia (Sverigetopplistan)                  | 41            |
| Suiza (Schweizer Hitparade)                 | 6             |
| Estados Unidos (Billboard 200)              | 40            |
| Estados Unidos Latin Pop Albums (Billboard) | 1             |

| Lista (1990)                 | Posición |
| ---------------------------- | -------- |
| Dutch Albums (Album Top 100) | 86       |